# عباسی (پول)
عباسی از یکاهای پول قدیمی ایران بود که برابر با ۲۰۰ دینار بود. این نام منسوب به شاه عباس اول صفوی است.
سکه‌های عصر صفوی از طلا، نقره و مس بود. سکه‌های زمان شاه عباس عباسی نامیده می‌شد. این سکه‌ها نخست از جنس نقره بود. هر پنجاه‌عباسی را یک تومان می‌گفتند، که ده‌هزار دینار قیمت داشت. در این دوره سکهٔ طلا وجود نداشت. فقط سکه‌های طلا را که شاهنشاه نام داشت، هنگام جلوس شاه بر تخت پادشاهی و در جشن نوروز ضرب می‌کردند. این سکه‌ها در میان مردم رواج نداشت و آن را اَشرافی یا اشرفی نیز می‌گفتند. علت این نام‌گذاری بهای زیادِ آن‌ها بود.
سکه‌های رایج این دوره غزبیگی یا غازبیگی، برابرِ پنج‌دینار یا یک‌دهم شاهی؛ بیستی معادل بیست‌دینار یا دوپنجم شاهی؛ پول سیاه یا قراپول معادل بیست‌وپنج دینار یا نیم‌شاهی؛ شاهی معادل پنجاه‌دینار؛ و عباسی معادل دویست دینار یا چهارشای بود. تا انتخاب ریال به‌منزلهٔ یکای پول در ایران، در سال ۱۳۰۸ خورشیدی و حتی سال‌ها بعد از آن، از این یکاهای پول استفاده می‌شد.
پس از صفویان نیز از این مسکوکات استفاده می‌کردند. در دورهٔ نادرشاه یکای پول به نام نادری وجود داشت، که ارزش آن ده‌شاهی بود.